# Кожакин, Иван Сергеевич
Иван Сергеевич Кожакин (род. 23 сентября 1997, Магадан) — российский пловец, чемпион мира 2025 года, чемпион и призёр чемпионатов России, обладатель Кубка России, мастер спорта России международного класса (2022).

## Биография
Кожакин уроженец города Магадан. В 2020 году завершил обучение в Северо-Восточном государственном университете.
Женат, супруга — Надежда Кожакина.

## Карьера
Кожакин занимается плаванием с пятилетнего возраста. Его тренерами являются родители — Сергей и Елена Кожакины. Тренируется в Центре спортивной подготовки сборных команд Магаданской области по плаванию. Специализируется в плавании брассом.
В 2016 году удостоен звание «Мастер спорта России», в 2022 году — «Мастер спорта международного класса».
С 2021 года член сборной России по плаванию.
Неоднократно становился победителем и призёром Кубка России. В 2023 году стал серебряным призёром чемпионата России на дистанции 100 метров брассом. В 2024 году — чемпионом России на этой дистанции.
В октябре 2024 года получил нейтральный статус для выступления на международных соревнованиях.
В 2025 году на чемпионате мира в Сингапуре в нейтральном статусе в составе эстафетной команды 4 по 100 метров комбинированным плаванием стал чемпионом мира. 

## Документы
- Приказ о присвоении звания «Мастер спорта России»
- Приказ о присвоении звания «Мастер спорта России международного класса»